# سورة سبأ

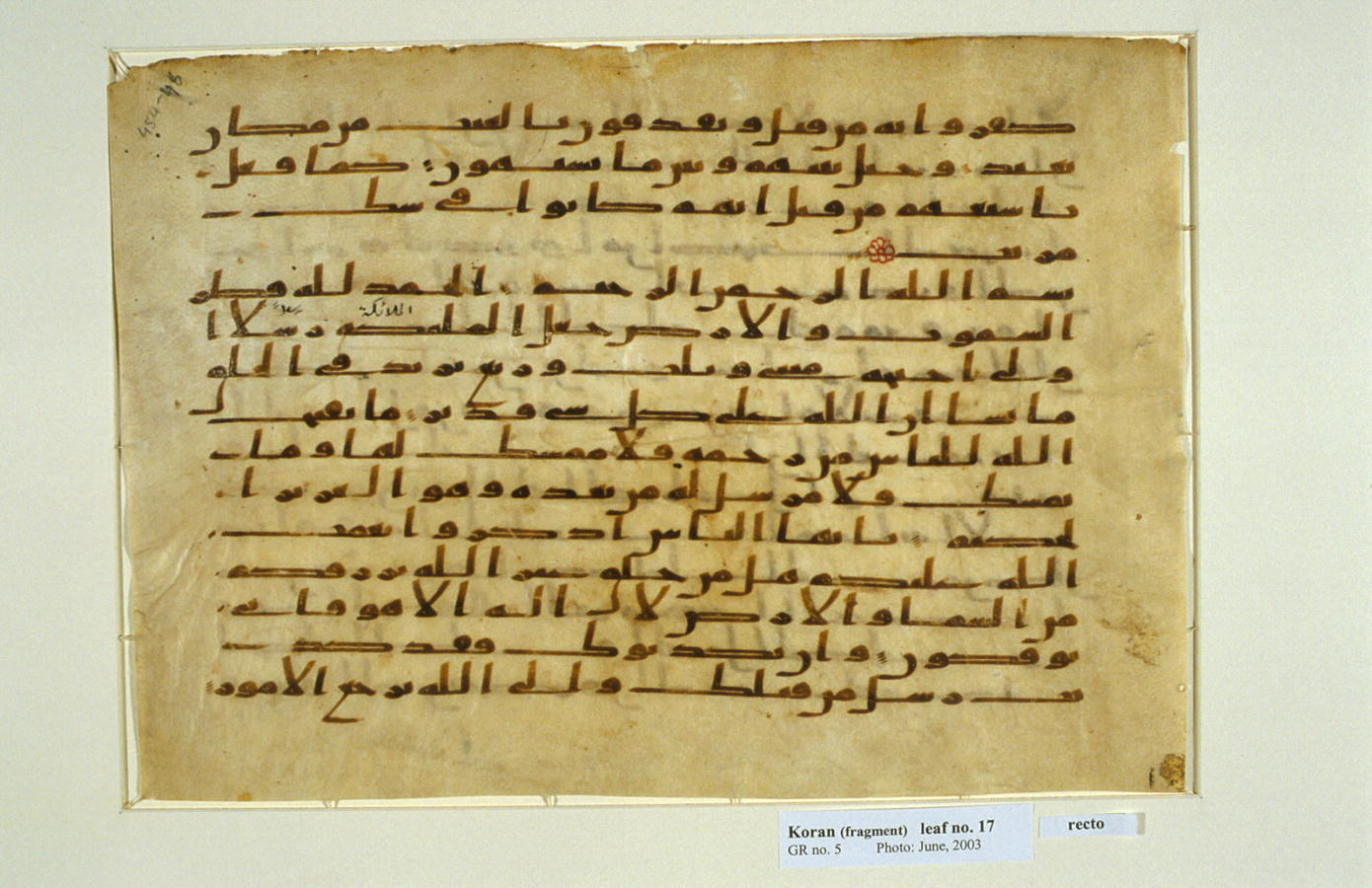
آيتان من سورة سبأ في مخطوطة ترجع للقرن الثامن الميلادي

سورة سبأ هي السورة رقم (34) حسب ترتيب المصحف لسور القرآن في الجزء الثاني والعشرين، وهي سورة مكية وهي سورة مكية باتفاق المفسرين إلا آية واحدة اختلف فيها، وهي الآية السادسة: ﴿وَيَرَى الَّذِينَ أُوتُوا الْعِلْمَ﴾ [سبأ:6] الآية. قيل: هي مكية، قاله ابن عباس. وقيل: بل هي مدنية، قاله مقاتل. وعدد آياتها (٥٤). وسميت بسبأ لتضمنها قصة قوم آمنوا فاغدق الله عليهم من النعم، ثم انتكسوا فتبدّلت بالنقم. بدأت بحمد الله والثناء عليه: ﴿الْحَمْدُ لِلَّهِ الَّذِي لَهُ مَا فِي السَّمَاوَاتِ وَمَا فِي الْأَرْضِ وَلَهُ الْحَمْدُ فِي الْآخِرَةِ وَهُوَ الْحَكِيمُ الْخَبِيرُ ۝١﴾ [سبأ:1].

## موضوع السورة
قصة سبأ وارتباط الإيمان بالإنعام، وانتكاس ذلك ليكون الخزي والحرمان.

## تنقلات السورة
1. الحمدُ لله الملك في الأولى وفي الآخرة، والعالم بما يلج في الأرض وما ينزل من السماء وما يعرج فيها الموصوف بالرحمة والمغفرة.
2. استعجال الكفار الساعة واستبعادهم أمر الحساب، وتأكيد الله لهم إحصاءه أعمالهم ليوم الثواب والعقاب، وثناء الله على المؤمنين تصديقهم بهذا الكتاب.
3. تعجب مشركي قريش بالبعث بعد الموت، واتهامهم رسول الله بالجنون أو الكذب، وانتصار الله لنبيّه، وصرفهم لرؤية آيات مقدرته.
4. فضل الله تعالى على داود وسليمان عليهما السلام، جزاء الطاعة والشكر لله والإحسان.
5. قصة موت سليمان عليه السلام، والعبرة في ذلك للشياطين والسحرة والكهان.
6. قصة سبأ قصة الإنعام من الله المنان، ومقابلة تكذيب القوم وجحودهم شكره تعالى بالخزي والحرمان.
7. إثبات أمر الشفاعة لله الرزاق الفتاح العليم، فهو الذي يجمع خلقه ويخزي الشركاء وهو العزيز الحكيم، وهذا الرسول أرسله الله كافة للناس ورحمة للعالمين.
8. استعجال المشركين البعث والقيامة، وإصرارهم على الكفر بهذا القرآن، وحوار المستكبرين والمستضعفين يوم القيامة، وهم في غمرات العذاب قد أسروا الندامة.
9. سنة الله في الأمم: هم يختارون الكبر والطغيان والفرح بزينة الحياة الدنيا والتفاخر بالأموال والأولاد، ثم يأتيهم العذاب.
10. تَبَرُّؤ الملائكة في أرض المحشر ممن عبدوهم، وتأكيدهم أن القوم كانوا يعبدون الجن أكثرهم بهم مؤمنون.
11. تكذيب الكفار الرسل واتهامهم بالكذب، وتوعدهم الله السنن كما حلّ بمن قبلهم.
12. توجيه الله نبيّه لوعظ قومه بطاعة الله، والصدق في أمر محمد - صلى الله عليه وسلم -.
13. سنةُ الله تعالى في قذف الحق على الباطل فيدمغه فإذا هو زاهق مَهين.
14. حصاد الكفار يوم بدر، وفزعهم يوم الحشر، ولا نجاة لهم من النار.
15. انعدام قبول التوبة عند فوات الأوان، ويحال بين الكفار وبين ما يشتهون ليذوقوا الهوان.[3]

## وصلات خارجية
- سورة سبأ: تجويد-تفسير - موقع Altafsir.com